# Список новелл Декамерона
Список новелл «Декамерона» Боккаччо содержит перечисление и краткое содержание рассказов из книги. «Декамерон» разделен на 10 дней, в каждый из этих дней рассказывается по 10 новелл. Каждый день имел одного  «модератора», который и задавал главную тему для бесед.

Новеллы «Декамерона» содержат огромное количество бродячих сюжетов, которые ведут свою историю начиная с античных литературных анекдотов, а географически распространяются до Индии, Персии, России и Англии. В таблице перечислены предшественники Боккаччо, у которых он черпал свои сюжеты, а также его последователи в мировой литературе, почерпнувшие, в свою очередь, сюжеты уже у него. «Декамерон» оказал колоссальное влияние на европейскую литературу, в качестве источника вдохновения его использовали Чосер, Шекспир, Лопе де Вега, Мольер, Шарль Перро, Лафонтен, Альфред де Мюссе и многие другие.

## Список новелл Декамерона

### Первый день
- I день, среда
- Королева — Пампинея
- Тема — свободная

| Рассказчик | №     | Содержание | Источник и дальнейшее использование |
| ---------- | ----- | --- | --- |
| —          | —     | Введение: описание чумы во Флоренции, встречи рассказчиков и их отъезда в укромное место недалеко от города.                                                                               | Переведено и обработано Батюшковым как «Описание моровой язвы». |
| Памфило    | I, 1  | Сэр Чаппеллетто обманывает лживой исповедью благочестивого монаха и умирает; негодяй при жизни, по смерти признан святым и назван San Ciappelletto                                         | На латынь переведена Olimpia Fulvia Morata, на французский Вольтером. Экранизирована Пазолини |
| Неифила    | I, 2  | Еврей Авраам, вследствие увещаний Джианнотто ди Чивиньи, отправляется к римскому двору и, увидев там развращённость служителей церкви, возвращается в Париж, где и становится христианином | Самый ранний пример истории — Бусоне да Губбио, «Avventuroso Ciciliano» (1311). Пересказана Мартином Лютером в Застольной беседе № 1899 с целью обличения разврата Римской Католической церкви |
| Филомена   | I, 3  | Еврей Мельхиседек рассказом о трёх перстнях устраняет большую опасность, уготованную ему Саладином                                                                                         | Предполагаемый источник — Стефан Бурбонский, «Семь даров святого духа», французская поэма «Li dis dou vrai aniel» (1270—1294). Первоначальной его редакцией считается утраченный арабский текст XII века. Этот же вариант лёг в основу рассказа из итальянского сборника «Новеллино» (Cento Novelle Antiche, конца XIII — начала XIV века), где героем является безымянный султан. Известен также иной вариант сюжета, где притча выражает не идею равенства религий, а идею превосходства христианства . Использована Лессингом в его пьесе «Натан Мудрый» (1779), Джонатаном Свифтом в «Сказке бочки» (1704). |
| Дионео     | I, 4  | Один монах, впав в грех с красивой девушкой, достойный тяжкой кары, искусно уличив своего аббата в таком же проступке, избегает наказания                                                  | Предполагаемый источник — итальянская компиляция рассказов «Cento Novelle Antiche», LIV (XIII век) и французское фаблио «L’Evêque qui bénit sa maîtresse». |
| Фьямметта  | I, 5  | Маркиза Монферратская обедом, приготовленным из кур, и несколькими милыми словами подавляет безумную к ней страсть французского короля                                                     | История родом из сказок Тысячи и одной ночи или «Книги о семи мудрецах». Имеет аналогии в древнерусской «Повести о Петре и Февронии», где в роли блюд из курятины выступает вода, зачерпнутая в разных местах, а также в «Нравоучительных баснях» Федора Эмина, где ту же роль играют яйца. |
| Емилия     | I, 6  | За сорвавшееся с языка «у меня такое хорошее вино, что от него отведал бы и Христос» человека начинают притеснять инквизиторы. Он уличает метким словом злостное лицемерие монахов.        | Предполагается, что речь идёт о Пьетро делла Аквила, инквизиторе Флоренции в 1345 году или о Мино да Сан Квирико, 1332—1334 годы. Оговорка про «говядину, которая пошла бы на стол самому Иегове», как причина для казни, используется в фильме «Житие Брайана по Монти Пайтону» |
| Филострато | I, 7  | Бергамино своим рассказом о Примасе и аббате Клюньи ловко уличает необычную скупость Кане делла Скала                                                                                      | Предполагается, что герой — реальный поэт Примас Орлеанский |
| Лауретта   | I, 8  | Гвильельмо Борсьере в тонких выражениях укоряет в скупости мессера Эрмино де Гримальди | Источник истории неизвестен. Гвильельмо Борсьере упоминается в «Божественной комедии», комментаторы которой говорят о боккачевском эпизоде как об исторически достоверном. |
| Елиза      | I, 9  | Король Кипра, задетый заживо одной гасконской дамой, из малодушного становится решительным                                                                                                 | Источник истории — «Cento Novelle Antiche», LI XIII век. |
| Пампинея   | I, 10 | Маэстро Альберто из Болоньи учтиво стыдит одну женщину, желавшую пристыдить его любовью к ней                                                                                              | |

### Второй день
- II день, четверг
- Королева — Филомена
- Тема — Судьба и её превратности: «о тех, кто после разных превратностей и сверх всякого ожидания достиг благополучной цели»

| Рассказчик | №      | Содержание | Источник и дальнейшее использование |
| ---------- | ------ | --- | --- |
| Неифила    | II, 1  | Мартеллино, притворясь калекой, делает вид, что излечен мощами святого Арриго; когда его обман обнаружен, его бьют и хватают, и он в опасности быть повешенным, но в конце спасается | Источник истории неизвестен. |
| Филострато | II, 2  | Ринальдо д’Асти, будучи ограблен, является в Кастель Гвильельмо, где находит приют у одной вдовы и, вознаграждённый за свои потери, возвращается домой здрав и невредим | Предположительно из древнего сборника индийских сказок «Панчатантра» (2-3 вв.), параллели также есть в Сомадева «Океан сказаний» (11 в.). |
| Пампинея   | II, 3  | Трое юношей, безрассудно растратив своё состояние, обеднели; их племянник, возвращаясь домой в отчаянии, знакомится на пути с аббатом и открывает в нём дочь английского короля, которая выходит за него замуж, а он, возместив дядьям все их убытки, возвращает их в прежнее положение | Источник истории неизвестен. Воспроизводит обычную сюжетную линию волшебной сказки. Использован в «Пекороне», III,1 Джованни Флорентийца |
| Лауретта   | II, 4  | Ландольфо Руффоло, обеднев, становится корсаром; взят генуэзцами, терпит крушение в море, спасается на ящике, полном драгоценностей, находит приют у одной женщины в Корфу и возвращается домой богатым человеком. | |
| Фьямметта  | II, 5  | Андреуччо из Перуджи, прибыв в Неаполь для покупки лошадей, в одну ночь подвергается трём опасностям и, избежав всех, возвращается домой владельцем рубина. | Является комбинацией двух ранних источников: начало истории из «Boivin de Provins» Куртуаза Аррасского (1228), фрагмент с могилой архиепископа — из греческого романа «Повесть о Габрокоме и Антии» Ксенофонта Эфесского (сер. 2 в. н. э.). Превращена в пьесу «Философ» Пьетро Аретино, причём имя героя изменено им на Боккаччо. Экранизирована Пазолини |
| Емилия     | II, 6  | Мадонна Беритола найдена на одном острове с двумя ланями, после того как потеряла двух сыновей; отправляется в Луниджьяну, где один из её сыновей поступает в услужение к властителю страны, слюбился с его дочерью и посажен в тюрьму. Сицилия восстаёт против короля Карла; сын, узнанный матерью, женится на дочери своего господина; его брат найден, и оба возвращаются в прежнее высокое положение | Ведет исток из английского романа «Sir Isumbras» (1320). |
| Памфило    | II, 7  | Новелла об Алатиэль. Султан Вавилонии отправляет свою дочь в замужество к королю дель Гарбо; вследствие разных случайностей она в течение четырёх лет попадает в разных местах в руки к девяти мужчинам; наконец, возвращённая отцу, как девственница, отправляется, как и прежде намеревалась, в жёны к королю дель Гарбо.                                                                              | Явно является эклектической новеллой, сочетая различные источники — по некоторым предположениям, «1001 ночь», роман Ксенофонта Эфесского и прочие. Воспроизводит в пародийном ключе жанровые особенности греческого романа, в частности, сохранение героиней целомудрия. Сюжет использован Лафонтеном. |
| Елиза      | II, 8  | Граф Анверский, ложно обвинённый, отправляется в изгнание, оставив двух своих детей в разных местностях Англии; вернувшись неузнанным, находит их в хорошем положении, идёт в качестве конюха в войско французского короля и, признанный невинным, возвращён в прежнее состояние. | Возможно, источник — реальная история Пьера делла Бросса (упоминается Данте в «Чистилище») и леди Брабанта; а литературный — прованский романс трубадура Arnaut Vidal de Castelnou d’Ari «Guillaume de la Barre» (1318). В любом случае, сюжет столь частый (Иосиф и жена Потифара, Федра и Иполлит), что корень его найти трудно. |
| Филомена   | II, 9  | Бернабо из Генуи, обманутый Амброджиоло ради пари, теряет своё достояние и велит убить свою невинную жену. Она спасается и в мужском платье служит у султана; открыв обманщика, она направляет Бернабо в Александрию, где обманщик наказан, а она, снова облачась в женское платье, разбогатев, возвращается с мужем в Геную.                                                                            | Шекспир в «Цимбелине» использовал мотив пари о невинности супруги и об обмане мужа, заимствовав его из немецкого рассказа XV века «Frederyke von Jennen», созданного на базе «Декамерона». Также существует французский романс «Roman de la Violette ou de Gerard de Nevers», написанный Gilbert de Montreuil. К «Декамерону» восходит русская «Повесть о купце, заложившемся о добродетели жены своей», из которой вышло много сказок. Этот же сюжет лег в основе балканской песни «Заклад кралевича Марка», а у Афанасьева отмечено родство с №313 (178) и драмой Шекспира «Цимбелин». Экранизирована в «Ночах Декамерона» |
| Дионео     | II, 10 | Паганино из Монако похищает жену мессера Риччьярдо да Кинзика, который, узнав, где она, отправляется за ней и, войдя в дружбу с Паганино, просит отдать её ему. Тот соглашается, если на то её воля; но она не желает вернуться и, по смерти мессера Риччардо, становится женой Паганино. | Сюжет использован Лафонтеном. Экранизирована в «Ночах Декамерона» |

### Третий день
- III день, воскресенье
- Королева — Неифила
- Тема — Находчивость и проворство:«о тех, кто благодаря своей умелости добыл что-либо им сильно желаемое либо возвратил утраченное»

| Рассказчик | №       | Содержание | Источник и дальнейшее использование |
| ---------- | ------- | --- | --- |
| Филострато | III, 1  | Мазетто из Лампореккио, прикинувшись немым, поступает садовником в обитель монахинь, которые все соревнуют сойтись с ним | Из «Cento Novelle Antiche», LXII. Сюжет использован Лафонтеном Экранизирована Пазолини |
| Пампинея   | III, 2  | Один конюх спит с женой короля Агилульфа, о чём король тайно узнаёт и, разыскав его, остригает ему волосы. Остриженный конюх остригает всех других и таким способом выпутывается из беды | Сюжет из «Панчатантры» или «Истории» Геродота с рядом идеологических изменений, также может быть из «Cento Novelle Antiche» (2-я часть новеллы С). Сюжет использован Лафонтеном |
| Филомена   | III, 3  | Под видом исповеди и чистосердечного признания одна дама, влюблённая в молодого человека, побуждает некоего почтенного монаха, не догадывавшегося о том, устроить так, что её желание возымело полное удовлетворение | Сюжет использован Джованни Серкамби («Новеллы», CVI), Лафонтеном, в пьесах Лопе де Вега «Изобретательная возлюбленная» и Мольера «Школа мужей» (1661) |
| Памфило    | III, 4  | Дон Феличе наставляет брата Пуччьо, как стать блаженным, подвергнув себя известному покаянию, что брат Пуччьо и исполняет, а дон Феличе тем временем забавляется с его женой | Аналогичен рассказу Мельника у Чосера. Сюжет использован Серкамби («Новеллы», CXI, CXVII) |
| Елиза      | III, 5  | Зима дарит свою парадную лошадь мессеру Франческо Верджеллези и за это, с его согласия, говорит с его женой; когда она молчит, он отвечает за неё от её же лица, и всё совершается согласно с его ответом | Историю можно найти в древнем санскритском сборнике «Hitopadesha» (XII век до н. э.); автор почерпнул её, вероятно, из латинского перевода «Романа о семи римских мудрецах» (XII век). Сюжет использован Лафонтеном. |
| Фьяметта   | III, 6  | Риччьярдо Минутоло любит жену Филиппелло Фигинольфи; узнав, что она ревнива, он, рассказав ей, что Филиппелло на следующий день назначил свидание в бане его жене, устраивает так, что сама дама отправляется туда и, воображая, что была с мужем, узнаёт, что отдалась Риччьярдо | Возможно, история из «Романа о семи римских мудрецах», известна также у Саккетти («Триста новелл», CCVI). Сюжет использован Шекспиром и Лафонтеном. Версия Михаила Чулкова «В чужом пиру похмелье» (в сб. «Пересмешник или Славянские сказки») |
| Емилия     | III, 7  | Тедальдо, рассорившись со своей любовницей, уезжает из Флоренции; спустя некоторое время возвращается туда под видом паломника, говорит с ней, приводит её к сознанию её неправоты, спасает жизнь её мужа, обвинённого в его убийстве, примиряет его с братьями и разумно благоденствует с его женою                                                                                          | Источника не обнаружено |
| Лауретта   | III, 8  | Ферондо, отведав некоего порошка, похоронен за мёртвого; извлечённый из могилы аббатом, который забавляется с его женою, он посажен в тюрьму и его уверяют, что он в чистилище, воскреснув, он воспитывает сына, рождённого от аббата его женою | Возможно, из французского фаблио «Le Vilain de Bailleul» Жана де Бовэ. Есть параллели у Сомадевы и в «Римских деяниях». Сюжет использован Лафонтеном |
| Неифила    | III, 9  | Новелла о дочери врача Джилетта из Нарбонны излечивает французского короля от фистулы; просит себе в мужья Бельтрамо Россильонского, который, женившись на ней против воли и негодуя на то, отправляется во Флоренцию; здесь он ухаживает за одной девушкой, но вместо неё с ним спит Джилетта и родит от него двух сыновей, почему впоследствии он, оценив её, обращается с нею, как с женою | Источник — пьеса санскритского драматурга Калидасы «Узнанная Шакунтада» (I тыс. н. э.), имевшаяся во французском переводе. На основе новеллы «Декамерона» написана пьеса Шекспира «Всё хорошо, что хорошо кончается», вероятно, опираясь на перевод с французского в «Palace of Pleasure» Уильяма Пейнтера, мотив использован в «Повести о Петре и Февронии» Экранизирована в «Ночах Декамерона» |
| Дионео     | III, 10 | Алибек становится пустынницей; монах Рустико научает её, как «загонять дьявола в ад»; вернувшись оттуда, она становится женой Неербала | Источника не обнаружено. Сюжет использован Лафонтеном. В аннотациях к сборнику Афанасьева отмечается родство с №446(241) . |

### Четвёртый день
- IV день, понедельник
- Король — Филострато
- Тема — Трагическая любовь: «о тех, чья любовь имела несчастный исход»

| Рассказчик | №      | Содержание | Источник и дальнейшее использование |
| ---------- | ------ | --- | --- |
|            |        | Большое авторское введение с новеллой о Филиппо Бальдуччи и гусях, по сути 101-й новеллой «Декамерона» | Источник — «Рамаяна»; сюжет был популярен в Средневековье, встречаясь в «Варлааме и Иосафате» (VIII век), одной из exempla Жака де Витри (XIII век), в любимом Боккаччо «Cento Novelle Antiche» XIII, в «Семи римских мудрецах», итальянском сборнике «Fiori di Virtu» (XIV век), в «De heremita iuvene» Одо Ширтонского (12 век), и одном французском фаблио. Предположительно, источниками этой новеллы послужили последние два текста. Сюжет использован Лафонтеном, а также Лесковым в «Излишней материнской нежности» |
| Фьямметта  | IV, 1  | Новелла о Гисмонде Танкред, принц Салернский, убивает Гвискардо, любовника дочери Гисмонды и посылает ей в золотом кубке его сердце; полив его отравленной водою, она выпивает её и умирает | Одна из самых известных новелл Декамерона. На основе будто бы реального убийства трубадура Гильома де Кабестаня, также мотив встречается в «Романе о кастеляне из Куси» и «Лэ об Иньоресе». Производят также из сюжета о Тристане и Изольде. Переводы на латинский язык: Леонардо Бруни (1438—1439) и Филиппо Бероальдо (1488). На основе Боккаччо: стихотворная трагедия «Панфила» (1499), авторства Антонио Каммелли по прозванию Пистойя, трагедия «Танкред» (1598) Помпония Торелли, «Риччарда» (1813) Уго Фосколо. Появляется в фольклорном сборнике «Child Ballads» под номером 269 — «Lady Diamond», у Ганса Сакса — «Прежалостная трагедия о князе Конкрете». В честь Гисмонды назван астероид (492) Гизмонда, открытый в 1902 году. Экранизирована в фильме 2015 года |
| Пампинея   | IV, 2  | Монах Альберт уверяет одну женщину, что в неё влюблён ангел, и в его образе несколько раз соединяется с ней; затем, убоявшись её родственников, бросается из окна её дома и находит убежище в доме одного бедняка, который на следующий день ведёт его, переодетого дикарём, на площадь, где его признали, а братия хватает и заключает его в темницу                                                                              | Предположительный источник — один из эпизодов жизни Александра Македонского — история Нектанеба и Олимпиады (4-я книга Псевдо-Каллисфена); сюжет также используется в «Иудейских древностях» Иосифа Флавия — история Деция Мунда и Паулины, «Панчатантре» (в издании Т. Бенфея «Ткач в роли Вишну») и «1001 ночи». Исследователи отмечают параллель к сюжетным мотивам «Гавриилиады» Пушкина. |
| Лауретта   | IV, 3  | Трое молодых людей любят трёх сестёр, с которыми и бегут в Крит; старшая из ревности убивает своего любовника, вторая, отдавшись герцогу Крита, спасает первую от смерти, но убита своим любовником, который и бежит с первой. В этом убийстве обвинён третий любовник с третьей сестрой; будучи схвачены, они берут на себя вину, но от страха смерти, подкупив деньгами стражу, бегут, обедневшие, в Родос, где умирают в нищете | |
| Елиза      | IV, 4  | Джербино в противность честному слову, данному его дедом, королём Гвильельмо, нападает на корабль тунисского короля, чтобы похитить его дочь; те, что были на корабле, убивают её, он убивает их, а ему самому отсекают впоследствии голову | Известных источников не обнаружено. Варьирует мотив далёкой любви, известный по истории трубадура Джауфре Рюделя |
| Филомена   | IV, 5  | Новелла о горшке с базиликом Братья Изабеллы убивают её любовника; он является ей во сне и указывает, где похоронен. Тайком выкопав его голову, она кладёт её в горшок базилика и ежедневно подолгу плачет над нею; братья отнимают её у Изабеллы, после чего она вскоре умирает с горя | Одна из самых популярных новелл Декамерона, возможно, является беллетризацией народной песни, которая приведена отрывком в тексте Послужила источником поэме Джона Китса «Изабелла, или горшок с базиликом». Экранизирована Пазолини. |
| Памфило    | IV, 6  | Андреола любит Габриотто; она рассказывает ему виденный ею сон, он ей — другой и внезапно умирает в её объятиях. Когда она со своей служанкой несёт его к его дому, стража забирает их, и Андреола показывает, как было дело. Подеста хочет учинить ей насилие, она противится тому; слышит о том её отец и освобождает её, как невинную, но она, не желая более жить в миру, идёт в монахини                                      | |
| Емилия     | IV, 7  | Симона любит Пасквино: оба в саду: Пасквино потёр зубы шалфеем и умирает, Симона схвачена, желает показать судье, как погиб Пасквино, трёт себе зубы листком того шалфея и также умирает | Сюжет использован Альфредом де Мюссе в «Симоне» |
| Неифила    | IV, 8  | Джироламо любит Сальвестру; отправляется, побуждаемый просьбами матери, в Париж; вернувшись, находит её замужем, тайно проникает в её дом и умирает около неё; когда его понесли в церковь, Сальвестра умирает возле него | Использован Мюссе в «Сильвии» |
| Филострато | IV, 9  | Мессер Гвильельмо Россильоне даёт своей жене вкусить сердце мессера Гвильельмо Гвардастаньо, им убитого и любимого ею; узнав об этом, она бросается впоследствии с высокого окна, умирает, и похоронена вместе с своим возлюбленным | Так как имеет много параллелей с IV, 1, то возможно, проистекает из тех же источников. |
| Дионео     | IV, 10 | Жена одного врача кладёт своего любовника, одурманенного зельем, но сочтённого мёртвым, в ящик, который и уносят к себе вместе с телом двое ростовщиков. Очнувшись, любовник схвачен, как вор: служанка дамы рассказывает судье, что это она положила его в ящик, похищенный ростовщиками; вследствие этого он избегает виселицы, а ростовщики за похищение ящика присуждены к денежной пене                                       | |

### Пятый день
- V день, вторник
- Королева — Фьяметта
- Тема — Любовь со счастливым концом: «о том, как после разных печальных и несчастных происшествий влюблённым приключалось счастье»

| Рассказчик | №     | Содержание | Источник и дальнейшее использование |
| ---------- | ----- | --- | --- |
| Памфило    | V, 1  | Новелла о Чимоне и Ифигении Невежественный Чимоне (то есть «Скотина»), полюбив, становится мудрым и похищает на море Ифигению, свою милую; он заточен в Родосе; Лизимах освобождает его, и оба они увлекают Ифигению и Кассандру с их брачного торжества, с ними они бегут в Крит, женятся на них, и все вместе вызваны домой | Скорее всего, история взята из «Варлаама и Иосафата» (8 век). Использован Гансом Саксом |
| Емилия     | V, 2  | Костанца любит Мартуччио Гомито; услышав о его смерти, она в отчаянии садится одна в лодку, которую ветер относит к Сузе; найдя его живым в Тунисе, она открывается ему, а он, став ближним к королю за поданные ему советы, женится на ней и вместе с ней возвращается на Липари богатым человеком | Предположительно основан на реальном событии, описанном в хронике Джованни Виллани: речь идёт об нападении Хассана на Египет в 1299 году. Аллюзии на эту новеллу в романе Джордж Элиот «Ромола» |
| Елиза      | V, 3  | Пьетро Боккамацца бежит с Аньолеллой, встречает разбойников, девушка убегает в лес, и её приводят в один замок; Пьетро схвачен, но спасается из рук разбойников, после нескольких приключений попадает в замок, где была Аньолелла, женится на ней, и они вместе возвращаются в Рим | |
| Филострато | V, 4  | Про жару и ловлю соловья: Риччьярдо Манарди захвачен мессером Лицио да Вальбона у его дочери, на которой женится, помирившись с её отцом | Некоторые учёные ищут корни в «Лэ о Лаустике» Марии Французской, но сходство не очень сильно; возможно, оба текста исходят из одного устного рассказа. Или же из «Gesta Romanorum», 121. Использована Лопе де Вега в «No son todos ruiseñores» Экранизирована Пазолини |
| Неифила    | V, 5  | Гвидотто из Кремоны поручает Джьякомино из Павии свою приёмную дочь и умирает, в Фаэнце в неё влюбляются Джьянноле ди Северино и Мингино ди Минголе и вступают друг с другом в распрю; девушка оказывается сестрой Джьянноле, и её отдают замуж за Мингино | Воспроизведена типичная сюжетная схема древнеримской комедии. Наиболее близкий аналог — «Эпидик» Плавта. |
| Пампинея   | V, 6  | Джьянни из Прочиды захвачен с любимой им девушкой, которая отдана была королю Федериго: вместе с ней привязан к колу, чтобы быть сожжённым; узнанный Руджьери делль Ориа, освобождён им и женится на девушке | Воспроизводит кульминационный эпизод юношеского романа Боккаччо «Филоколо», в свою очередь, основанного на анонимном «Флуар и Бланшефлор» |
| Лауретта   | V, 7  | Теодоро влюблён в Виоланту, дочь мессера Америго, своего господина; она забеременела от него, а он приговорён к виселице. Когда его ведут на казнь под ударами плетей, он узнан своим отцом и, освобождённый, берёт Виоланту себе в жёны | Сюжет предыдущей новеллы, но с другой концовкой |
| Филомена   | V, 8  | Новелла о Настаджо дельи Онести Настаджио дельи Онести, влюблённый в девушку из семейства Траверсари, расточает свои богатства, не получая взаимности. По просьбе своих, он едет в Кьясси и здесь видит, как один всадник преследует девушку, убивает её и два пса её пожирают. Он приглашает своих родных и свою милую на обед: она видит, как терзают ту же девушку, и, опасаясь подобной же участи, выходит замуж за Настаджио                                                                     | Возможно, сюжет взят из «Хроники» Гелинанда из Фруамона, но сюжет был так распространён, что Боккаччо мог воспользоваться другими источниками или устной традицией. Использован мотив дикой охоты. Боттичелли на сюжет этой новеллы написал свой знаменитый и загадочный цикл картин «История Настаджо дельи Онести». |
| Фьяметта   | V, 9  | Федериго дельи Альбериги любит, но не любим, расточает на ухаживание всё своё состояние, и у него остаётся всего один сокол, которого, за неимением ничего иного, он подаёт на обед своей даме, пришедшей его навестить; узнав об этом, она изменяет свои чувства к нему, выходит за него замуж и делает его богатым человеком | Одна из самых популярных новелл. Сюжет изначально из персидской сказки. (Есть параллель этой истории и в рассказе о Хатиме Тае (6 век), убившем свою лошадь, чтобы достойно угостить посла византийского императора). Используется Гансом Саксом, Лафонтеном, Лопе де Вега, Лонгфелло в стихотворении «The Falcon of Ser Federigo» (сб. Tales of a Wayside Inn, 1863) и лордом Теннисоном в пьесе «Сокол» (1879), Бортнянский написал оперу «Сокол Федериго дельи Альбериги» Экранизирована в фильме 2015 года |
| Дионео     | V, 10 | Пьетро ди Винчьоло идёт ужинать вне дома, его жена приглашает к себе молодого человека, Пьетро возвращается, а она прячет любовника под корзину из-под цыплят. Пьетро рассказывает, что в доме Эрколано, с которым он ужинал, нашли молодого человека, спрятанного там его женою; жена Пьетро порицает жену Эрколано; на беду, осёл наступает на пальцы того, кто находится под корзиной; он кричит. Пьетро бежит туда, видит его и узнаёт обман жены, с которой под конец, по своей низости, мирится | История из «Золотого осла», IX, 14-28 Апулея |

### Шестой день
- VI день, среда
- Королева — Елиза
- Тема — Остроумие: «о тех, кто, будучи задет каким-нибудь острым словом, отплатил за то, либо скорым ответом и находчивостью избежал урона, опасности или обиды»

| Рассказчик | №      | Содержание | Источник и дальнейшее использование |
| ---------- | ------ | --- | --- |
| Филомена   | VI, 1  | Некий дворянин обещает мадонне Оретте рассказать ей такую новеллу, что ей покажется, будто она едет на коне, но рассказывает её неумело, и та просит его спустить её с лошади | Большинство историй этого дня не имеют литературных предшественников и, видимо, рождены фантазией собственно Боккаччо. Далекий прототип этой новеллы находят в «Cento Novelle Antiche», LXXXIX. Сюжет использован Серкамби («Новеллы», CXXI)                              |
| Пампинея   | VI, 2  | Хлебник Чисти просветляет одним словом Джери Спина, обратившегося к нему с нескромной просьбой                                                                                | Известная близость с двумя новеллами «Cento Novelle Antiche» XXI и XLIII |
| Лауретта   | VI, 3  | Монна Нонна находчивым ответом прекращает менее чем приличные шутки флорентийского епископа                                                                                   | Сюжет использован Серкамби («Новеллы», CXLVI) |
| Неифила    | VI, 4  | Кикибио, повар Куррало Джьянфильяции, метким словом, сказанным в своё спасение, обращает гнев Куррадо в смех и избегает злой участи, которой грозил ему Куррадо               | Близость с эпизодом «Метаморфоз» Апулея (VIII, 31) |
| Памфило    | VI, 5  | Мессер Форезе да Рабатта и мессер Джьотто, живописец, возвращаясь из Муджелло, взаимно издеваются над своим жалким видом                                                      | Биографами Джотто считается исторически достоверным Экранизирована Пазолини |
| Фьямметта  | VI, 6  | Микеле Скальда доказывает некоторым молодым людям, что Барончи — самые благородные люди на свете, и выигрывает ужин                                                           | |
| Филострато | VI, 7  | Мадонна Филиппа, захваченная мужем с её любовником и вызванная в суд, освобождает себя быстрым, шутливым ответом и даёт тем повод изменить закон                              | |
| Емилия     | VI, 8  | Фреско советует своей племяннице не смотреться в зеркало, если, как она говорила, ей неприятно видеть людей противных                                                         | |
| Елиза      | VI, 9  | Гвидо Кавальканти язвит, под видом приличной шутки, нескольких флорентийских дворян, заставших его врасплох                                                                   | Сюжет использован Анатолем Франсом в рассказе «Мессер Гвидо Кавальканти» (сб. «Колодезь св. Клары») |
| Дионео     | VI, 10 | Брат Чиполла обещает некоторым крестьянам показать перо ангела, но, найдя вместо него угли, говорит, что это те, на которых изжарили Сан Лоренцо                              | Изначально из санскритского сборника сказок «Canthamanchari». Имя главного героя, брата Чиппола («лук») — одного корня с Чиполлино. Рассказ о мнимых мощах распространён в Средневековье (Сакетти, «Триста новелл», LX; Чосер, пролог к «Рассказу продавца индульгенций») |

### Седьмой день
- VII день, четверг
- Король — Дионео
- Тема — Насмешки над мужьями: «о шутках, которые из-за любви либо во своё спасение, жёны проделывали над своими мужьями, было ли то им вдомёк, или нет»

| Рассказчик | №       | Содержание | Источник и дальнейшее использование |
| ---------- | ------- | --- | --- |
| Емилия     | VII, 1  | Джьянни Логтеринги слышит ночью стук в дверь, будит жену, а она уверяет его, что это привидение: они идут произнести над ним заговорную молитву, и стук прекращается | Из французского фаблио Пьера Альфонса «Le revenant». |
| Филострато | VII, 2  | Перонелла прячет своего любовника, при возвращении мужа домой, в винную бочку; муж запродал её, а жена говорит, что уже продала её человеку, влезшему в неё, чтобы осмотреть, крепка ли она; тот вылезает из неё и, велев мужу ещё выскоблить её, уносит её домой | Из апулеевского «Золотого осла» IX, 5. Использована Серкамби («Новеллы», CXXXVI) и Лафонтеном, в русском сборнике «Фацеций», переведённом с польского в 1679 году Экранизирована Пазолини; включена в Несколько любовных историй (фильм) |
| Елиза      | VII, 3  | Брат Ринальдо спит с своей кумой; муж застаёт его в одной комнате с нею, а она уверяет его, что монах заговаривал глисты у своего крестника | Имеет множество предшествующих версий на латыни, итальянском и французском. Использован Саккетти (CCVII) и Серкамби (CLI) |
| Лауретта   | VII, 4  | Однажды ночью Тофано запирается дома от жены, когда, несмотря на её просьбы, её не впускают, она представляется, будто бросилась в колодезь, а бросает туда большой камень, Тофано выбегает из дома и спешит туда, а она, войдя в дом, запирается, оставив его снаружи, и, браня, позорит его | Из санскритского сборника «Шукасаптати» (6 век), в латинской версии «Disciplina Clericalis» Петруса Альфонси, «Gesta Romanorum», «Книге о семи мудрецах». Использована Серкамби (CXLIII). Мотив самоубийства использован Мольером в пьесе «Жорж Данден» и в приписываемом ему же фарсе «Ревность Барбулье». В русском варианте — «О жене обольстившей мужа, якобы ввержеся в кладезь» |
| Фьямметта  | VII, 5  | Ревнивец, под видом священника, исповедует свою жену, а она его уверяет, что любит священника, приходящего к ней каждую ночь. Пока ревнивец тайком сторожит у двери, жена велит любовнику пройти к ней по крыше и проводит с ним время | Много предшественников. Возможно, из более раннего французского фаблио «О рыцаре, который исповедовал свою жену» или эпизода провансальского романса «Фламенка», или «пример» из собрания Иакова из Витри, но сходство недостаточно близкое. В аннотациях к сборнику Афанасьева отмечается родство с AT 1410 (Неверная жена и ревнивый муж). |
| Пампинея   | VII, 6  | К мадонне Изабелле, когда у неё был Леонетто, приходит мессер Ламбертуччьо, её любивший; когда вернулся её муж, она высылает Ламбертуччьо с ножом в руке из дома, а её муж провожает Леонетто | Из распространённого рассказа (есть на латыни — «О семи римских мудрецах», у Петруса Альфонси, в Gesta Romanorun, на французском в фаблио «О соколе», на персидском и иврите, в «Книге попугая» Зияуддина Нахшаби, в «1001 ночи»), идущего от санскритского сборника «Hitopadesha». Новелла «Декамерона» использована Поджо Браччолини, «Книга фацетий» CCLX, на русском — в «Письмовнике» Николая Курганова. |
| Филомена   | VII, 7  | Лодовико открывается мадонне Беатриче в любви, которую к ней питает; она посылает своего мужа Эгано, одев его в своё платье, в сад и спит с Лодовико, который, поднявшись, отправляется в сад и колотит Эгано | Вторая часть, с уловкой жены — из французских фаблио (варианты: «Горожанка из Орлеана», «Рыцарь, его жена и клирик», «О даме, которой удалось избить своего мужа»). Новеллу Боккаччо использовали Джованни Флорентинец («Пекороне», III, 2) и Лафонтен, на русском перевод из «Фацеций» — «О господине Петре, и прекрасной Кассандре и слуге Николае» и у Курганова. |
| Неифила    | VII, 8  | Арригуччьо Берлингьери начинает ревновать свою жену Сисмонду; она привязывает себе нитку к пальцу, чтобы узнать, когда придёт её любовник. Муж догадывается об этом, но, пока он преследует любовника, жена кладёт на место себя в постель другую женщину, которую муж бьёт, остригает ей косы, а затем отправляется за братьями жены, которые, увидев, что всё это неправда, осыпают его бранью | Из «Панчатантры» («Хитопадеши», «1001 ночи»), вероятно, во французском пересказе «О даме, которая убедила своего мужа, что всё это ему приснилось», имеются фольклорные параллели |
| Памфило    | VII, 9  | Лидия, жена Никострата, любит Пирра, который, дабы увериться в этом, требует от неё исполнения трёх условий, которые она все и исполняет; кроме того, она забавляется с ним в присутствии Никострата, которого убеждает, что всё, им виденное, не действительно | Комбинация двух ранних фольклорных мотивов: рассказ про доказательство версии есть во французской (фаблио) и латинской («Лидия» Матвея Вандомского (12 в.), список которой рукой Боккаччо сохранился) версиях, но изначально происходит из Индии или Персии. История о дереве, также встречающаяся позднее у Чосера, родом из персидского «Bahar-Danush», могла попасть в Европу через «1001 ночь» или «Месневи» Джалаладдина Руми (кн.6). В аннотациях к сборнику Афанасьева отмечается родство с AT 1423 (Чудесное окно). |
| Дионео     | VII, 10 | Двое сиенцев любят одну женщину, куму одного из них; кум умирает и, возвратившись к товарищу, согласно данному ему обещанию, рассказывает ему, как живётся на том свете | |

### Восьмой день
- VIII день, воскресенье
- Королева — Лауретта
- Тема — Разные насмешки: «о шутках, которые ежедневно проделывают друг над другом: женщина над мужчиной, или мужчина над женщиной, либо мужчина над мужчиной»

| Рассказчик | №        | Содержание | Источник и дальнейшее использование |
| ---------- | -------- | --- | --- |
| Неифила    | VIII, 1  | Гульфардо берёт у Гаспарруоло деньги взаймы и, условившись с его женою, что он проспит с нею за такую же сумму, вручает их ей и говорит Гаспарруоло в её присутствии, что возвратил их жене, а та подтверждает, что это правда.                                                                                          | Из французского фаблио Эсташа Амьенского. Более известна по «Рассказу Шкипера» Чосера, который заимствовал сюжет из того же фаблио. Сюжет использован Серкамби (XXXII) |
| Памфило    | VIII, 2  | Приходский священник из Варлунго спит с мадонной Бельколоре, оставляет у неё в залог свой плащ и, взяв у неё на время ступку, отсылает ей её с просьбой вернуть плащ, оставленный в закладе; та отдаёт его с бранными словами.                                                                                           | Предположительно, вариация предыдущей и происходит из тех же источников. Отдалённая параллель — фаблио «О священнике и даме» |
| Елиза      | VIII, 3  | Каландрино, Бруно и Буффальмакко идут вниз по Муньоне искать гелиотропию. Каландрино воображает, что нашёл её, и возвращается домой, нагруженный камнями; жена бранит его; разгневанный, он её колотит, а своим товарищам рассказывает о том, что они сами лучше его знают                                               | Некоторые параллели сюжета с «Горшечной комедией» Виталия Блуасского Каландрино — персонаж 4-х новелл «Декамерона», его настоящее имя было Ноццо ди Перино, он, Бруно и Буффальмакко — реально существовавшие художники. Бернардо Довизи написал пьесу «La Calandra» (1507), первую комедию в прозе на итальянском языке. Далее по ней будут сочинены оперы: Giovanni Alberto Ristori, «Calandro» (1726); Antonio Sacchini, «L’avaro deluso, o Don Calandrino» (1778); Johann Georg Schürer, «Calandro» (1748); Giuseppe Gazzaniga, «Il Calandrino» (1771). Анатоль Франс написал рассказ «Весельчак Буффальмакко». В сборнике русских сказок Афанасьева отмечается, что небылица типа №1932 генетически связана с сюжетом AT 1930 («Страна чудес»), пародирующим предания о золотом веке и они известны не только по многочисленным западноевропейским фольклорным, но и по литературным вариантам, в числе которых названа эта новелла. Экранизирована в фильме 2015 года |
| Емилия     | VIII, 4  | Настоятель Фьезоле любит одну вдову, которая его не любит; воображая, что он с нею, он спит с её служанкой, а братья дамы дают ему попасться в руки епископа | Из фаблио «О священнике и Ализон» Гийома Нормандского. Есть параллели с «Касиной» Плавта и рассказом Овидия в «Фастах» об Анне Перенне и Марсе |
| Филострато | VIII, 5  | Трое молодых людей во Флоренции стаскивают штаны с одного судьи из Марки, пока, сидя на судейской скамье, он творит суд. | |
| Филомена   | VIII, 6  | Бруно и Буффальмакко, украв у Каландрино свинью, побуждают его сделать опыт найти её при помощи имбирных пилюль и вина верначчьи, а ему дают одну за другой пилюли из сабура, смешанного с алоэ. Выходит так, что похититель — он сам, и они заставляют его откупиться, если не желает, чтобы они рассказали о том жене. | Отдаленная параллель — в «Романе о лисе» (XV). Вторая из историй о Каландрино и двух других художниках. Сюжет использован д'Аннунцио в одной из его «Пекарских новелл», сходный мотив у Поджо Браччолини в «Фасцетиях» («Издевательство над человеком, желавшим зарезать свинью»). |
| Пампинея   | VIII, 7  | Школяр любит вдову; влюблённая в другого, она заставляет его в зимнюю ночь пробыть на снегу в ожидании её, впоследствии, по его совету, она в половине июля принуждена простоять целый день на башне, обнажённая, предоставленная мухам, слепням и солнечным лучам.                                                      | Имеет много предшествующих рассказов в Античности, Средневековье и Ренессансе. |
| Фьямметта  | VIII, 8  | Двое живут в дружбе; один из них сходится с женой другого; тот, заметив это, устраивается с его женой таким образом, что его приятель заперт в сундуке, а сам он забавляется на нём с его женой, пока тот сидит внутри.                                                                                                  | Расхожий сюжет, имеет массу аналогов в предшествующем времени. В Россию пришёл через Польшу («О друзьях Марке и Шпинелете») |
| Лауретта   | VIII, 9  | Врача маэстро Симоне, желавшего вступить в корсарское общество, Бруно и Буффальмакко заставляют ночью пойти в известное место, а Буффальмакко сбрасывает его в помойную яму, где и оставляет. | Третья история, где выступают художники Бруно и Буффальмакко. Отдельные реминисценции в упоминавшемся рассказе Анатоля Франко о Буффальмакко |
| Дионео     | VIII, 10 | Некая сицилианка ловко похищает у одного купца всё, привезённое им в Палермо; притворившись, что вернулся ещё с большим, чем прежде, товаром, и заняв у неё денег, он оставляет ей воду и вычески. | Из «Disciplina Clericalis» Петруса Альфонси или «Gesta Romanorum» |

### Девятый день
- IX день, понедельник
- Королева — Емилия
- Тема — свободная

| Рассказчик | №      | Содержание | Источник и дальнейшее использование |
| ---------- | ------ | --- | --- |
| Филомена   | IX, 1  | Мадонну Франческу любит некий Ринуччьо и некий Алессандро, оба нелюбимы ею; одному она велит лечь в гробницу, будто он мёртвый, другому извлечь оттуда мнимого мертвеца, когда ни тот, ни другой не добиваются цели, она хитро отделывается от них. | |
| Елиза      | IX, 2  | Одна настоятельница поспешно встаёт впотьмах, чтобы захватить в постели с любовником монахиню, на которую ей донесли; так как с нею самой был тогда священник она, полагая, что накинула на голову шаль, набросила поповские штаны; когда обвинённая увидела их и указала настоятельнице, её отпустили, и она спокойно осталась при своём любовнике.               | Из фаблио «Сказ о монахине» или «Штаны монаха» Жана де Конде (между 1313 и 1337) или из истории о Святом Иерониме в «Золотой легенде» (1260). Сюжет использован Луиджи Пульчи («Морганте», XVI) и Лафонтеном («Сказки и новеллы», IV, 7) Экранизирована в фильме 2015 года |
| Филострато | IX, 3  | По просьбе Бруно, Буффальмакко и Нелло, маэстро Симоне уверяет Каландрино, что он забеременел; тот даёт им в отплату за лекарство каплунов и деньги и излечивается, ничего не родив. | Третья история о Каландрино, и четвёртая о Бруно и Буффальмакко |
| Неифила    | IX, 4  | Чекко, сын мессера Фортарриго, проигрывает в Буонконвенто всё, что у него было, а также и деньги Чекко, сына мессера Анджьольери; в одной рубашке он бежит за ним, говоря, что тот его ограбил, велит крестьянам схватить его и, одевшись в его платье и сев на его коня, уезжает, оставив его в одной сорочке.                                                    | |
| Фьямметта  | IX, 5  | Каландрино влюбился а одну девушку, а Бруно даёт ему заговор; лишь только он прикоснулся им к ней, она пошла за ним; захваченный женою, он вступает с ней в сильное и докучливое препирательство. | Четвёртая история о Каландрино, Буффальмакко, в отличие от Бруно, не фигурирует |
| Памфило    | IX, 6  | Двое молодых людей заночевали в гостинице; один из них идёт спать с дочерью хозяина, жена которого по ошибке улеглась с другим. Тот, что был с дочерью, ложится затем с её отцом и, приняв его за своего товарища, рассказывает ему обо всём. Между ними начинается ссора. Жена, спохватившись, идёт в постель к дочери и затем улаживает всё несколькими словами. | Из фаблио Жана Боделя «Мельник и два школяра»; видимо, оттуда же черпал Чосер в «Рассказе мажордома» |
| Пампинея   | IX, 7  | Талано ди Молезе, увидев во сне, что волк изодрал лицо и горло у его жены, говорит ей, чтобы она остерегалась; она того не сделала, а с ней это дело и приключилось | Источников не обнаружено |
| Лауретта   | IX, 8  | Бьонделло обманом приглашает на обед Чакко, который ловко мстит ему за то, подвергнув его хорошей потасовке. | |
| Емилия     | IX, 9  | Двое молодых людей спрашивают у Соломона совета, один — как заставить себя полюбить, другой — как ему проучить свою строптивую жену. Одному он отвечает: «Полюби», другому велит пойти к Гусиному мосту | История, скорее всего, имеет азиатское происхождение |
| Дионео     | IX, 10 | Дон Джьянни по просьбе кума Пьетра совершает заклинание, с целью обратить его жену в кобылу, и когда дошёл до того чтобы приставить ей хвост, кум Пьетро, заявив, что хвост ему не надобен, портит всё дело. | На основе французского фаблио «О девице, которая хотела летать» Экранизирована Пазолини |

### Десятый день
- Х день, вторник
- Король — Панфило
- Тема — Любезность и щедрость: «о тех, которые совершили нечто щедрое или великодушное в делах любви либо в иных»

| Рассказчик | №     | Содержание | Источник и дальнейшее использование |
| ---------- | ----- | --- | --- |
| Неифила    | X, 1  | Некий рыцарь служит у испанского короля; ему кажется, что он мало вознаграждён, вследствие чего король достовернейшим опытом доказывает ему, что это не его вина, а вина злой доли, после чего щедро его вознаграждает | Сравнение короля с мулом — из «Fortunatus Siculus», итальянского текста Busone de’Raffaelli da Gubbio (ок. 1333). Мотив с тремя сундуками, вероятно, из латинского сборника анекдотов Gesta Romanorum, куда он попал из истории «Варлаама и Иосафата», он же используется Шекспиром в «Венецианском купце». |
| Елиза      | X, 2  | Джино ди Такко берёт в плен аббата Клюни, излечивает его от болезни желудка и затем отпускает. Тот, вернувшись к римскому двору, мирит Гино с папой Бонифацием и делает его госпиталитом. | Джино ди Такко — итальянский «робин гуд», о котором курсировало множество легенд, одну из которых использовал автор. |
| Филострато | X, 3  | Митридан, завидуя щедрости Натана, отправляется его убить, встречает его, неузнанного, и, разведав у него самого, каким способом это сделать, находит его в роще, как и было уговорено. Признав его, ощущает стыд и становится его другом | Некоторые параллели имеются в поэме Саади «Бустан». |
| Лауретта   | X, 4  | Мессер Джентиле деи Каризенди, прибыв из Модены, извлекает из гробницы любимую им женщину, принятую за умершую и похороненную; оправившись, она родит сына, а мессер Джентиле возвращает её вместе с ребёнком её мужу, Никколуччо Каччанимико. | Сходный сюжет, который проникнет в «Ромео и Джульетту», встречается на Востоке (например, «Книга попугая») встречался у самого Боккаччо в «Филоколо», 13. Сходный, хотя не идентичный, с новеллой сюжет предлагает легенда о флорентийской девушке Джиневре дельи Амьери, впервые опубликованная на рубеже XV-XVI веков (но время действия которой относят к самому концу XIV века). На основе этой легенды созданы, среди прочего, последнее незаконченное сочинение Перси Шелли «Гвиневра» и пьеса Ли Ханта "Флорентийская легенда" (1840). Экранизирована в фильме 2015 года |
| Емилия     | X, 5  | Мадонна Дианора просит мессера Ансальдо устроить ей в январе сад такой же красивый, как и в мае. Мессер Ансальдо, обязавшись некоему некроманту, доставляет ей его. Муж её даёт ей позволение отдаться Ансальдо, он же, узнав о великодушии мужа, избавляет её от исполнения обещания, а некромант, с своей стороны, не взяв ничего, отпускает долг мессеру Ансальдо. | Использование некого французского источника; рассказ присутствует в поздних списках санскритского сборника «Sukasaptati», «25 рассказов Веталы», «Книга попугая», «Сорок везиров», «1001 ночь». Используется Боккаччо ранее в «Филоколо», 4. На его же основе Чосер создаст новеллу «Рассказ Франклина». В России — «Суды Соломона», вставная новелла из рассказа «Угадчики» в сборнике Михаила Чулкова «Пересмешник или Славянские сказки». |
| Фьямметта  | X, 6  | Победоносный король Карл Старший влюбляется в одну девушку; стыдясь своего неразумия, он почётным образом выдаёт замуж её и её сестру | |
| Пампинея   | X, 7  | Король Пьетро, узнав о страстной любви к нему больной Лизы, утешает её, выдаёт её впоследствии за родовитого юношу и, поцеловав её лоб, навсегда потом зовёт себя её рыцарем. | Сходный сюжет о том же короле в двух сицилийских хрониках. Использован в комедии Мюссе «Кармазина» |
| Филомена   | X, 8  | Софрония, считающая себя женой Джизиппо, замужем за Титом Квинцием Фульвом; с ним она отправляется в Рим, куда Джизиппо приходит в нищем виде: полагая, что Тит презирает его, он утверждает, с целью умереть, что убил человека. Признав Джизиппо и желая его спасти, Тит говорит, что убийца — он; услышав это, совершивший преступление выдаёт себя сам, вследствие чего Октавиан всех освобождает. Тит выдаёт за Джизиппо свою сестру и делит с ним всё своё достояние. | Из «Disciplina clericalis» Петра Альфонси, притом что история явно имеет ненайденные восточные истоки. Переведено Батюшковым как «Пример дружества» или «Два друга» |
| Панфило    | X, 9  | Саладин под видом купца учествован мессером Торелло. Наступает крестовый поход; мессер Торелло даёт своей жене срок для выхода замуж. Он взят в плен и становится известным султану своим уменьем ходить за ловчими птицами; тот, признав его и объявив ему, кто он, оказывает ему большие почести. Мессер Торето заболел и в одну ночь перенесён при помощи волшебства в Павию; во время торжества, которое совершалось по поводу брака его жены, он узнан ею и возвращается с нею к себе домой.                                                                                       | Первая часть о переодевании восточного владыки — типична, вторая — тоже распространённый фольклорный мотив, «муж на свадьбе жены». |
| Дионео     | X, 10 | Новелла о Гризельде Маркиз Салуццкий, вынужденный просьбами своих людей жениться, берёт за себя, дабы избрать жену по своему желанию, дочь одного крестьянина — Гризельду, и, прижив с ней двух детей, уверяет её, что убил их. Затем, показывая вид, что она ему надоела и он женится на другой, он велит вернуться своей собственной дочери будто это — его жена, а ту прогнать в одной рубашке. Видя, что она всё терпеливо переносит, он возвращает её в свой дом, любимую более, чем когда-либо, представляет ей её уже взрослых детей и почитает её и велит почитать как маркизу. | Одна из самых знаменитых новелл «Декамерона». Более ранних письменных источников не обнаружено, видимо циркулировала устно и была записана Боккаччо. Для придания ей благородства была переведена Петраркой на латынь с прибавлением множества деталей, причём Петрарка упоминает, что слышал эту сказку ещё до «Декамерона». У Чосера в «Кентерберрийских рассказах» дан вольный пересказ в «Рассказе студента». Существует трагикомедия Карла Гольдони, комедия Ганса Сакса. Позже превращена в поэму-сказку в стихах «Гризельда» Шарлем Перро в числе «Сказок матушки Гусыни». Пал Иштванфи также создал историю Гризельды на венгерском. Существует перевод на русский Батюшкова, до этого в репертуаре театра царевны Натальи Алексеевны была пьеса «Комедия об италианском маркграфе и о безмерной уклонности графини его». В сборнике русских сказок Афанасьева отмечается родство этой новеллы с №335 (Дочь пастуха). Существует названный в честь неё сексуальный «комплекс Гризельды». В честь Гризельды назван астероид (493) Гризельда, открытый в 1902 году. |
| —          | —     | Заключение автора | |

## Экранизации
- Декамерон (фильм, 1971) — фильм Пьера Паоло Пазолини
- Декамерон (фильм, 2015) — фильм братьев Паоло и Витторио Тавиани
- Ночи Декамерона — фильм Хьюго Фрегонезе